# D2MAC

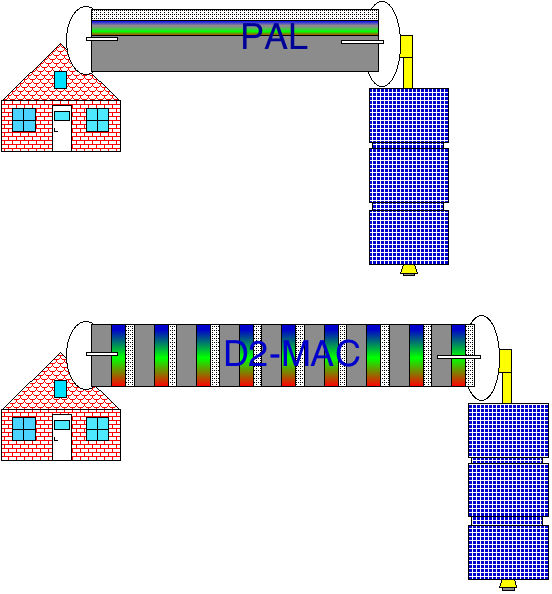
En comparaison avec le format à 625 lignes au standard couleur PAL les informations vidéocomposites et audio sont transmises simultanément, nécessitent plusieurs modulations porteuses et des dispositifs de filtrage pour les séparer à la réception, le format D2-MAC combine les composantes de l’image, transmises successivement après compression temporelle.

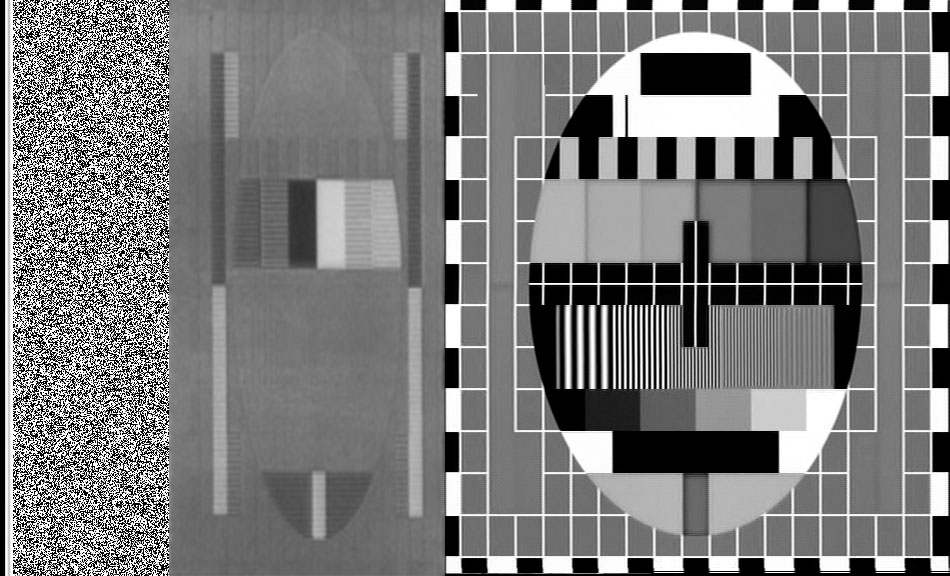
Signal MAC simulé. La largeur représente une ligne sur les 625, sur une durée de 64 µs. De gauche à droite : le signal numérique (audio et données) puis le signal analogique de chrominance puis enfin, le signal analogique de luminance.

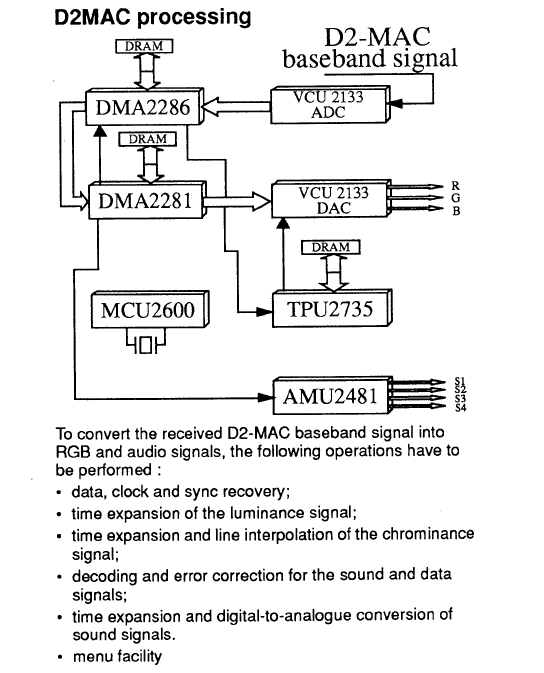
Schéma d’un récepteur satellite intégrant un décodeur D2-MAC, de marque Philips commercialisé dans les années 1990.

Le D2-MAC, D² MAC  ou D2 MAC Paquets est une norme de télévision à la fois analogique et numérique. Elle combine un signal vidéo analogique soumis à un traitement numérique en complément à un signal audio numérique, proche du format audio employé en télédiffusion terrestre, le Nicam.
Cette norme marque la transition entre les anciennes normes analogiques avant que la norme de télédiffusion numérique Digital Video Broadcasting soit développée puis adoptée, à partir du milieu des années 1990.
Le D2 MAC est le premier système compatible avec le format 16/9 ainsi qu’avec la TVHD; la norme spécifique définie à cet effet est le HD Mac.
À partir de 1988, ce système est parfois intégré dans différents équipements de télévision, comme des récepteurs satellite, des terminaux câble et des téléviseurs.

## Développement et spécifications
D2 Mac est l’évolution du format Multiplexed of Analog Components (MAC) mis au point par l’organisme privé Independent Broadcasting Authority (IBA) en Grande-Bretagne. Ce système intègre des circuits électroniques et des logiciels intégrés. Il consiste à traiter la vidéo analogique en comprimant selon une base de temps, les composantes de luminance et de chrominance pour juxtaposer séquentiellement ces signaux. Le signal audio est numérique et codé au format MIC.
Les laboratoires français du Centre commun d'études de télévision et télécommunications (CCETT) font évoluer le D2 Mac en intégrant un multiplexage numérique de données au mode paquet. La terminologie officielle de la norme est D2-MAC/Packet (norme ETSI : ETS 300 250). Le préfixe D2 signifie « duobinaire demi-débit » car le codage « en ligne » des données est réalisé par un code dit duobinaire. Le terme demi-débit est introduit car il y a eu plusieurs variantes :
– D-MAC utilise un codage duobinaire à 20,25 Mbit/s qui correspond à la fréquence des échantillons de la partie vidéo ;
– D2-MAC contient des données à 10,125 Mbit/s.
En France, le D2MAC a été exploité en premier lieu pour la télédiffusion par satellite (Satellites de forte puissance TDF 1 et 2) à partir de 1990, puis sur les réseaux câblés à compter de 1991 (réseaux France Télécom Câble et Lyonnaise Câble). Un accord entre Canal+ et ces opérateurs a permis aux abonnés du câble de bénéficier de Canal+ en D2MAC sur des terminaux compatibles équipés du contrôle d’accès EuroCrypt.
À la suite des défaillances majeures rencontrées sur les satellites TDF1 et 2, les chaines cinéma de CANAL+/Canal Satellite ont été diffusées en D2MAC sur le satellite Télécom 2A à 8° OUEST. Le reste du bouquet Canal Satellite était diffusé en SECAM.
Plusieurs expérimentations de D2 Mac ont été réalisées en France avec des émetteurs de télédiffusion terrestres entre 1991 et 1993 :
- 1991 : Expérimentation de diffusion par voie hertzienne terrestre analogique D2 MAC en clair et chiffré, sur un réémetteur installé au-dessus de Grenoble, sur le canal 65 UHF.
- Cette même année : Démonstration de D2 MAC hertzien terrestre analogique, par un réémetteur spécial implanté à Thollon-les-Mémises, pour le symposium TV 91, de Montreux.
- Autre démonstration identique ayant eu lieu pour le salon TELECOM 91,au Palexpo de Genève, le signal D2 Mac transitait par l'émetteur du Mont-Salève.
- 1992 : Signal de démonstration en D2MAC 16/9, d'origine HDMAC, avec plusieurs langues simultanées, relayé sur Telecom 2A, pendant les Jeux Olympiques de Barcelone et les Jeux Olympiques d'Albertville sur la chaîne éphémère Euro HD, mise en place par l'ORTO 92, distribuée telle quelle sur quelques réseaux câblés, notamment à Paris et Lyon (en clair).

Toutefois, la norme D2MAC est abandonnée le 31 décembre 2000 au profit du DVB MPEG-2.
D’autres variantes ont existé, le B-MAC de la société Scientific Atlanta, le C-MAC britannique, sans oublier le A-MAC. La version HDTV est le HD Mac.
La norme D2-MAC mis au point à partir de 1985, a arrêté sa diffusion depuis le 1er juillet 2006 ; la dernière chaîne à avoir utilisé cette norme a été DR2 chaîne généraliste danoise diffusée via le satellite Intelsat 707 (1°Ouest).